# Auswirkungsprinzip
Das Auswirkungsprinzip ist ein in der Völkerrechtslehre und in der Staatenpraxis umstrittener Grundsatz, wonach ein Staat berechtigt ist, ein Verhalten außerhalb seines Gebiets zu regeln, wenn dieses Verhalten im Inland Auswirkungen hat.

## Herleitung
Das Völkerrecht, das die Beziehungen der Staaten und gleichgestellter Völkerrechtssubjekte untereinander regelt, erkennt das Recht eines jeden Staates an, die Verhältnisse auf dem eigenen Territorium zu regeln (Territorialitätsprinzip). Die Ausübung von Hoheitsgewalt ist aber nicht ausschließlich dann zulässig, wenn sich der Regelungsgegenstand auf dem Gebiet des betreffenden Staats befindet. Staatsgebiet und räumliche Grenzen der Hoheitsgewalt sind mit anderen Worten nicht zwingend identisch. Unter bestimmten Voraussetzungen lässt das Völkergewohnheitsrecht die Regelung ausländischer Sachverhalte zu. Wo die Grenze der rechtmäßigen Ausübung von Hoheitsgewalt im Einzelnen verläuft, ergibt sich in erster Linie aus den Regeln über die Begründung der Zuständigkeit der Staaten. Darüber hinaus bestehen besondere Regeln, die bei der Ausübung dieser Zuständigkeit zu beachten sind.

## Anknüpfungsprinzipien
Der Grundsatz, dass ein Staat ohne eine ausreichende Inlandsbeziehung einen Vorgang außerhalb seiner Grenzen nicht regeln darf, ist in der Staatenpraxis anerkannt. Nach allgemeiner Auffassung ist eine sinnvolle Anknüpfung erforderlich, um einen Sachverhalt extraterritorial zu regeln. Insoweit erkennt das Völkergewohnheitsrecht eine Reihe von Anknüpfungsprinzipien an.
Eines dieser Prinzipien ist das Auswirkungsprinzip, das wegen seines weiten Anwendungsbereichs häufig kritisiert worden ist. Es besagt, dass es ausreichend ist, wenn die Wirkungen (effects) eines Verhaltens, das der handelnde Staat regeln will, auf seinem Gebiet eintreten. Der zu regelnde Gegenstand befindet sich dabei aber insgesamt im Ausland, und lediglich die Wirkungen, die im Inland eintreten, stellen eine Beziehung zu dem handelnden Staat her.

## Einschränkungen
Staaten legen ihren Zuständigkeitsbereich in aller Regel eher zu weit aus, um im Zweifelsfall und bei Bedarf einen Sachverhalt an sich nehmen zu können. Beispielsweise im Bereich von Gescheiterten Staaten kann so die Justiz in Fällen tätig werden, die sonst nicht übernommen werden könnten, die aber ansonsten auch jedes funktionierende Land selbst regeln würde.
Alleine die Deklaration der eigenen Zuständigkeit begründet daher in sich noch nicht die effektive Zuständigkeit. Der Staat, in dem der Sachverhalt stattfindet, kann die Zuständigkeit des ersteren Staates verweigern, wenn er ihn selbst regeln will. Derartiges Vorgehen ergibt sich vor allem im Bereich des Strafrechts. Hier kommt es des Öfteren vor, dass Staaten um die Bestrafung eines Täters streiten, weil er einerseits Bürger des einen Landes ist, seine Tat aber andererseits ein anderes Land betrifft. Während nun das erste Land seinen Bürger schützen will (insbesondere im Bereich der Menschenrechte), ist das andere möglicherweise auf eine möglichst scharfe Bestrafung des Täters aus.
Zur Ausdehnung des Zuständigkeitsbereichs eines Staates auf einen Sachverhalt außerhalb seines Gebiets hat der Ständige Internationale Gerichtshof in der Lotus-Entscheidung entschieden, das Völkerrecht lasse ihm hier eine weit gehende Freiheit, die nur in einigen Fällen durch Verbotsregeln eingeschränkt sei. In der völkerrechtlichen Literatur wird daher vertreten, dass die Staaten frei sind, einen extraterritorialen Sachverhalt zu regeln, wo ein solches Verbot nicht nachzuweisen ist.

## Beispiele
Im deutschen Strafrecht wird ein auf der Auswirkung eines ausländischen Verhaltens beruhender Bezug beispielsweise in § 5 Nr. 7 StGB hergestellt. Danach gilt deutsches Strafrecht für im Ausland begangene Taten unabhängig vom Recht des Tatorts, wenn durch diese Taten Betriebs- oder Geschäftsgeheimnisse eines in Deutschland liegenden Betriebs bzw. dort ansässigen Unternehmens verletzt werden. Die Strafbarkeit besteht in gleicher Weise bei einem betroffenen Unternehmen, das seinen Sitz im Ausland hat, wenn dieses von einem deutschen Unternehmen abhängig ist und mit ihm einen Konzern bildet.
Ein weiterer Anwendungsbereich des Auswirkungsprinzips liegt im Kartellrecht. Verschiedene Wettbewerbsbehörden haben bei Auslandsfusionen von Unternehmen und einem im Ausland abgeschlossenen Zusammenschlussvertrag, der auch Inlandstöchter erfasste, auf Grund des Auswirkungsprinzips eine Zuständigkeit zur Regelung des gesamten Zusammenschlusses angenommen.